# Lista episoadelor din Star Trek: Seria animată

Coperta DVD-ului pentru Regiunea 1

Aceasta este o listă de episoade din serialul Star Trek: Seria animată. Serialul a avut 2 sezoane și un total de 22 de episoade a câte 30 de minute.
Prima difuzare a fost pe canalul NBC în perioada septembrie 1973 - octombrie 1974. În tabele apare și data stelară când are loc acțiunea.

## Sezoane
| Sezon | Sezon | Episoade | Premiera  | Pe DVD1           | Pe DVD1          |
| ----- | ----- | -------- | --------- | ----------------- | ---------------- |
|       | 1     | 16       | 1973-1974 | Regiunea 1        | Regiunea 2       |
|       | 2     | 6        | 1974      | 21 noiembrie 2006 | 4 decembrie 2006 |

^1 Ambele sezoane au fost distribuite împreună pe o serie de 4 discuri DVD, serie denumită The Animated Adventures of Gene Roddenberry's Star Trek.

## Sezonul 1 (1973–1974)
| № | Titlu                                                             | Data stelară | Regizor        | Scenarist                  | Premiera           |
| --- | ----------------------------------------------------------------- | ------------ | -------------- | -------------------------- | ------------------ |
| 1 | „Dincolo de steaua-ndepărtată (engleză Beyond the Farthest Star)” | 5521.3       | Hal Sutherland | Samuel A. Peeples          | 8 septembrie 1973  |
| În timp ce explora marginea exterioară a galaxiei, USS Enterprise este atrasă pe orbita unei stele moarte. Prinși acolo, echipajul descoperă prezența unei uriașe nave străvechi abandonate, prinsă și ea pe orbită. Kirk și echipajul său se duc la bordul imensei nave și află că aceasta fusese o dată căminul unei rase de insecte. De asemenea, descoperă că echipajul navei se autodistrusese, mai degrabă decât să ducă o entitate răuvoitoare spre alte lumi. Entitatea este încă în viață și se teleportează pe nava Enterprise. Căpitanul Kirk trebuie să găsească o cale de a scăpa de invadator, dar fără a-și distruge propria navă. |                                                                   |              |                |                            |                    |
| 2 | „Anul ce-a trecut (engleză Yesteryear)”                           | 5373.4       | Hal Sutherland | D. C. Fontana              | 15 septembrie 1973 |
| Spock trebuie să călătorească în trecut pentru a salva varianta sa mai tânără dintr-o primejdie. |                                                                   |              |                |                            |                    |
| 3 | „O planetă lipsă (engleză One of Our Planets is Missing)”         | 5371.3       | Hal Sutherland | Marc Daniels               | 22 septembrie 1973 |
| Enterprise întâlnește o creatură sub forma unui nor uriaș care se hrănește cu energia planetelor din calea sa. Echipajul își dă seama că se îndreaptă spre planeta Mantilles, pe care se află o colonie a Federației, guvernată de fostul ofițer al Flotei Bob Wesley (care apare în episodul ST/TOS Ultimate Computer). |                                                                   |              |                |                            |                    |
| 4 | „Semnalul lui Lorelei (engleză The Lorelei Signal)”               | 5483.7       | Hal Sutherland | Margaret Armen             | 29 septembrie 1973 |
| Investigând un sector din spațiul cosmic în care nave spațiale au dispărut la fiecare 27 de ani, Enterprise găsește o rasă de femei frumoase care trăiesc pe planeta Taurus II. Între timp semnalele din sistemul Taurus încep să afecteze echipajul de sex masculin, provocându-le halucinații. Căpitanul Kirk, Spock, doctorul McCoy și locotenentul Carver se teleportează lângă sursa semnalelor. Dar, după sosirea lor pe planetă, sunt luați prizonieri de femeile de pe Taurus II. Echipa care s-a teleportat începe să înbătrânească rapid, ca urmare a unor benzi pe care sunt obligați să le poarte. La bordul lui Enterprise, Uhura a preluat comanda din cauza comportamentului irațional al lui Scotty. Uhura organizează o echipă de femei cu scopul de a salva bărbații de pe planetă. |                                                                   |              |                |                            |                    |
| 5 | „More Tribbles, More Troubles”                                    | 5392.4       | Hal Sutherland | David Gerrold              | 6 octombrie 1973   |
| În timp ce escortează două nave robotice de marfă care transportă quintotriticale (semințele unei noi plante agricole) către Planeta lui Sherman unde domnește foametea; USS Enterprise întâlnește un Interceptor Klingonian care urmărește o navă cercetaș a Federației. Când Enterprise salvează pilotul, Klingonienii atacă cu o armă energetică nouă și cer ca pilotul să le fie predat imediat. Pilotul se dovedește a fi Cyrano Jones, un comerciant intergalactic bine cunoscut lui Kirk și echipajului din The Trouble With Tribbles. Klingonienii doresc cu disperare să-l prindă pe Jones pentru că acesta a furat un glommer, un animal Klingonian. Kirk își exprimă simpatia pentru soarta Klingonienilor, dar refuză să-l predea pe Jones, deoarece acesta este un cetățean al Federației. |                                                                   |              |                |                            |                    |
| 6 | „The Survivor”                                                    | 5143.3       | Hal Sutherland | James Schmerer             | 13 octombrie 1973  |
| Patrulând în apropierea Zonei Neutre Romulană, USS Enterprise găsește o navă în care se află Carter Winston, un cetățean al Federației și un filantrop care lipsește de cinci ani. |                                                                   |              |                |                            |                    |
| 7 | „The Infinite Vulcan”                                             | 5554.4       | Hal Sutherland | Walter Koenig              | 20 octombrie 1973  |
| În timp ce viziteză Phylos, o planetă recent descoperită, Lt. Sulu ridică o instalație de mers, numită Retlaw, dar este otrăvit. Ființele extraterestre care populează planeta, care sunt un fel de plante, se apropie și îi salvează viața lui Sulu. De la ei echipajul descoperă că majoritatea celor de pe Phylos au fost șterși de pe fața pământului de către o plagă adusă pe planetă de către Dr. Keniclius, un om de știință care a supravietuit Războaielor Eugenice ale Pământului. O clonă gigantică de pe Keniclius , numită Keniclius Cinci, îl răpește pe Mr. Spock pentru a-l clona și de a crea un pacificator intergalactic, în detrimentul vieții lui Spock cel adevărat. (Deși Kirk niciodată nu a spus în serial Teleportează-mă, Scotty, în acest episod el spune Teleportează-ne, Scotty) |                                                                   |              |                |                            |                    |
| 8 | „The Magicks of Megas-tu”                                         | 1254.4       | Hal Sutherland | Larry Brody                | 27 octombrie 1973  |
| În timp ce explorează aproape de centrul galaxiei, USS Enterprise este prinsă în interiorul unui vortex de energie/materie și toate sistemele ei informatice cedează. O ființă numită Lucien apare pe punte, repară sistemele navei și ia echipajul pentru a-i explora planeta sa, Megas-Tu. Pe această planetă, magia și vrăjitoria sunt lucruri normale. Meganii sunt o specie fără vârstă care, la un moment dat, au trăit pe Pământ, și sunt cauza legendelor terestre despre vrăjitoare. Lucien, ghidul lor, este în realitate Lucifer din mitologia Pământului. |                                                                   |              |                |                            |                    |
| 9 | „Once Upon a Planet”                                              | 5591.2       | Hal Sutherland | Chuck Menville, Len Janson | 3 noiembrie 1973   |
| Echipajul de pe Enterprise revizitează parcul de distracții; planeta lui Keeper din sistemul Omicron Delta care a apărut pentru prima oară în episodul 15, sezonul 1 din Star Trek: Seria Originală Shore Leave. Echipajul vine aici în speranța că vor găsi odihnă și relaxare, dar descoperă că planeta este acum moartă și mașini de neînțeles construiesc imagini periculoase pe baza gândurilor membrilor echipajului. Lt. Uhura este prinsă de către calculatorul principal al planetei, care în urma morții lui Keeper, a refăcut programul cu ajutorul căruia distra și servea oamenii. După o serie de aventuri neplăcute și evadări la limită, Kirk reușește să vorbească cu calculatorul furios. El îl convinge că cel mai bine pentru calculator este să reia afacerile ca de obicei, deoarece astfel va fi recompensat cu vizite multe, cu mulți oaspeți atrași de instalațiile planetei și poate, cu timpul, să învețe tot ce și-ar putea dori fără să fie nevoie să-și părăsească planeta de origine. |                                                                   |              |                |                            |                    |
| 10 | „Mudd's Passion”                                                  | 4978.5       | Hal Sutherland | Stephen Kandel             | 10 noiembrie 1973  |
| USS Enterprise primește ordine de la Federație să-l aresteze pe Harry Mudd. Acesta este acuzat că vinde cristale care provoacă o dragoste falsă. Harry este găsit pe colonie minieră din sistemul Motherlode și este adus la bordul navei Enterprise. |                                                                   |              |                |                            |                    |
| 11 | „The Terratin Incident”                                           | 5577.3       | Hal Sutherland | Paul Schneider             | 17 noiembrie 1973  |
| În timp ce observa rămășițele arse ale unei supernova, USS Enterprise primește un mesaj ciudat transmis într-un cod vechi de două sute de ani. |                                                                   |              |                |                            |                    |
| 12 | „The Time Trap”                                                   | 5267.2       | Hal Sutherland | Joyce Perry                | 24 noiembrie 1973  |
| În timp ce explora Triunghiul Delta, unde mai multe nave spatiale au dispărut, USS Enterprise este atacată de mai multe nave klingoniene. În timpul bătăliei navele sunt prinse într-o furtună de ioni. Enterprise și un Interceptor Klingonian sunt prinse într-un vortex de spațiu-timp și ajung într-o dimensiune atemporală. |                                                                   |              |                |                            |                    |
| 13 | „The Ambergris Element”                                           | 5499.9       | Hal Sutherland | Margaret Armen             | 1 decembrie 1973   |
| În timp ce explorează planeta oceanică Argo, Capitanul Kirk și Mr. Spock sunt transformați într-un fel de apă de către locuitorii subacvatici ai planetei, Aquanii. Pentru a reveni la starea lor normală, ei trebuie să-i ajute pe Aquani să prindă un uriaș șarpe-sur veninos, care deține antidotul. |                                                                   |              |                |                            |                    |
| 14 | „The Slaver Weapon”                                               | 4187.3       | Hal Sutherland | Larry Niven                | 15 decembrie 1973  |
| În naveta Copernicus, Mr. Spock, Uhura și Sulu sunt în drum spre Baza Stelară nr. 25 pentru a transporta un artefact rar aflat într-o cutie. Acesta aparținea culturii Thrint. La un moment dat războinici Kzinti, felinoide agresive, intervin. |                                                                   |              |                |                            |                    |
| 15 | „The Eye of the Beholder”                                         | 5501.2       | Hal Sutherland | David P. Harmon            | 5 ianuarie 1974    |
| Dispariția unei echipe științifice face ca USS Enterprise să investigheze sistemul Lactra VII. Nava Ariel se găsește acolo, abandonată, iar căpitanul este la suprafața planetei. Echipajul de pe Enterprise se teleportează pe planetă unde descoperă o serie de medii neobișnuite. Pe planetă echipajul îi întâlnește pe Lactrani, un grup de melci de douăzeci de picioare mult mai inteligenți decât oamenii. Echipa este capturată de Lactrani cu scopul de a deveni o parte din colecția lor zoo. |                                                                   |              |                |                            |                    |
| 16 | „The Jihad”                                                       | 5683.1       | Hal Sutherland | Stephen Kandel             | 12 ianuarie 1974   |
| USS Enterprise ajunge lângă asteroidul Vedala, unde căpitanul Kirk și Mr. Spock au fost citați pentru a da detalii despre un artefact religios dispărut, Soul de Skorr. Furtul acestui artefact ar putea da naștere unui război sfânt galactic. |                                                                   |              |                |                            |                    |

## Sezonul 2 (1974)
| № | Titlu                                | Data stelară | Regizor   | Scenarist                 | Premiera           |
| --- | ------------------------------------ | ------------ | --------- | ------------------------- | ------------------ |
| 17 | „The Pirates of Orion”               | 6334.1       | Bill Reed | Howard Weinstein          | 7 septembrie 1974  |
| Spock suferă de o boală fatală, iar leacul poate fi găsit doar cu ajutorul periculoșilor pirați Orion .                                                             |                                      |              |           |                           |                    |
| 18 | „Bem”                                | 7403.6       | Bill Reed | David Gerrold             | 17 septembrie 1974 |
| Echipajul lui Enterprise este luat în captivitate de către o rasă de primitivi de pe o planetă recent descoperită.                                                  |                                      |              |           |                           |                    |
| 19 | „The Practical Joker”                | 3183.3       | Bill Reed | Chuck Menville            | 21 septembrie 1974 |
| Un câmp de energie ciudat are un efect neașteptat: computerul lui Enterprise începe să facă glume pe seama echipajului, dar umorul se transformă curând în pericol. |                                      |              |           |                           |                    |
| 20 | „Albatross”                          | 5275.6       | Bill Reed | Dario Finelli             | 28 septembrie 1974 |
| Doctor McCoy este arestat pentru că ar fi provocat o pandemie mortală care a devastat planeta Dramia în trecut.                                                     |                                      |              |           |                           |                    |
| 21 | „How Sharper Than a Serpent's Tooth” | 6063.4       | Bill Reed | Russell Bates, David Wise | 5 octombrie 1974   |
| O ființă misterioasă amenință să distrugă Enterprise dacă echipajul nu este în măsură să rezolve un puzzle străvechi.                                               |                                      |              |           |                           |                    |
| 22 | „The Counter-Clock Incident”         | 6770.3       | Bill Reed | John Culver               | 12 octombrie 1974  |
| O navă spațială neobișnuită o trage pe Enterprise într-un univers negativ unde timpul pare să curgă invers.                                                         |                                      |              |           |                           |                    |